# Кошта, Калишту да
Калишту да Кошта (порт. Calisto da Costa; род. 6 февраля 1979, Дили) — восточнотиморский легкоатлет, выступавший в беге на длинные дистанции и в марафонском беге. Участник летних Олимпийских игр 2000 года.

## Биография
Калишту да Кошта родился 6 февраля 1979 года в индонезийском городе Дили (сейчас в Восточном Тиморе).
В 2000 году в числе четырёх спортсменов из Восточного Тимора в связи с отсутствием в стране национального олимпийского комитета вошёл в состав сборной индивидуальных олимпийских атлетов на летних Олимпийских играх в Сиднее. В марафонском беге занял 71-е место, показав результат 2 часа 33 минуты 11 секунд и уступив 23 минуты завоевавшему золото Гезахегне Абере из Эфиопии.
В 2005 году на чемпионате Азии в Инчхоне занял предпоследнее, 15-е место в беге на 5000 метров, показав результат 16 минуты 28,17 секунды.
В 2011 году занял 3-е место в марафоне «Город мира» в Дили (2:34.52).

## Личные рекорды
- Бег на 5000 метров — 16.28,17 (4 сентября 2005, Инчхон)[4]
- Марафон — 2:33.11 (1 октября 2000, Сидней)[4][5]